# HD 23753
HD 23753 är en ensam stjärna belägen i den norra delen av stjärnbilden Oxen och ingår i den öppna stjärnhopen Plejaderna. Den har en skenbar magnitud av ca 5,44 och är svagt synlig för blotta ögat där ljusföroreningar ej förekommer. Baserat på parallax enligt Gaia Data Release 2 på ca 7,7 mas, beräknas den befinna sig på ett avstånd på ca 420 ljusår (ca 129 parsek) från solen. Den rör sig bort från solen med en heliocentrisk radialhastighet på ca 8 km/s. Stjärnans position nära ekliptikan innebär att den är föremål för ockultationer med månen.

## Egenskaper
HD 23753 är en blå till vit stjärna i huvudserien av spektralklass B9 Vn, där n anger diffusa spektrallinjer på grund av stjärnans snabba rotation med en projicerad rotationshastighet av 335 km/s. Den har en massa som är ca 3,2 solmassor, en radie som är ca 3,2 solradier och har ca 150 gånger solens utstrålning av energi från dess fotosfär vid en effektiv temperatur av ca 11 500 K.
HD 23753 har katalogiserats som en misstänkt variabel stjärna med beteckningen NSV 1321, även om amplituden inte är större än 0,1 och den kan till och med vara lämplig som en fotometrisk standard.